# Franco Scaldati
Franco Scaldati (Montelepre, 13 aprile 1943 – Palermo, 1º giugno 2013) è stato un drammaturgo, attore e regista italiano.
Attivo principalmente in campo teatrale, ne è considerato una delle voci più importanti.

## Biografia
(Franco Scaldati)
Di umili origini, lascia la scuola prima di conseguire la licenza elementare e inizia a lavorare in una sartoria frequentata da attori di teatro (per questo motivo nel mondo teatrale merita il soprannome de il Sarto); questa frequentazione fa nascere in lui l'interesse per questa forma d'arte. Il suo debutto in teatro avviene al teatro Biondo di Palermo con un testo di Luigi Capuana.
Dal 1976 comincia a mettere in scena le proprie opere: Il pozzo dei pazzi e, a breve distanza, Lucio e in seguito Manu mancusa e Il cavaliere Sole.
Negli anni novanta, a partire dall'esperienza del laboratorio "Femmina dell'ombra", porta la sua attenzione al territorio dando vita a numerosi laboratori con gli abitanti del quartiere Albergheria (uno dei quartieri più degradati del centro storico di Palermo). In questi anni mette in scena La notte di Agostino il topo, Sonno e sogni e Santa e Rosalia.
Oltre che autore e attore in molte opere teatrali, Scaldati si cimenta anche come attore nel cinema partecipando ai film Kaos dei fratelli Taviani, L'uomo delle stelle e Baarìa di Giuseppe Tornatore, I briganti di Zabut e Il giorno di san Sebastiano di Pasquale Scimeca e Il Buma di Giovanni Massa.
Nel 2003, con la regia dei cineasti palermitani Daniele Ciprì e Franco Maresco, è uno dei protagonisti del film Il ritorno di Cagliostro.
Negli anni 2005 e 2006 ha ricoperto l'incarico di direttore artistico della sezione teatro delle "Orestiadi di Gibellina".
Durante la sua carriera si impegna a creare e recuperare nuovi spazi culturali. Apre i teatri indipendenti Teatro & C., Re di Coppe e Il Piccolo Teatro. Alcune sue opere sono tradotte in catalano, in polacco e in svedese.
Nel mese di maggio del 2020 l'intero archivio di Franco Scaldati viene ceduto dai suoi familiari alla 
Fondazione Giorgio Cini di Venezia, dopo infruttuosi tentativi di valorizzarne l'Opera esperiti con il Comune di Palermo.
Nel 2021, a otto anni dalla scomparsa, su iniziativa dell'assessore regionale dei Beni Culturali e dell'identità Siciliana, Alberto Samonà, la Regione Siciliana decide di far pubblicare tutta l'opera di Scaldati in otto volumi, comprendenti fra l'altro 37 testi inediti del drammaturgo. I primi due volumi, con i testi dal 1975 al 1979 e dal 1981 al 1990, vengono dati alle stampe nel 2022 con Marsilio Editori, a cura di Valentina Valentini e Viviana Raciti.

## Riconoscimenti
Durante la sua carriera, Franco Scaldati riceve numerosi riconoscimenti tra cui due premi speciali Ubu. Il primo durante la stagione 1989/90 per Il pozzo dei pazzi, il secondo durante la stagione 1996/97 per La locanda invisibile e il lavoro svolto nel quartiere Albergheria di Palermo.
Tra gli altri premi ricevuti:
- Premio Sole blu al festival Riccione TTVV, stagione 1987 e 1988
- Premio Coppola-Prati, 1991;
- Premio alla Creatività della Società Italiana degli Autori ed Editori, 2000;
- Premio dell'Associazione Nazionale dei Critici Italiani, 2007;
- Premio CineMareMusica al Salina Festival, 2011;
- Premio Ignazio Buttitta, 2012

## Opere teatrali[8]
- Attore con la O chiusa (1974)
- Il Pozzo dei Pazzi (1976)
- In forma di Rosa (1976)
- Cu' niesci arriniesci (1977)
- E si misero il ferro dietro la porta (1977)
- Lucio (1978)
- Manu mancusa (1978)
- Il Cavaliere Sole (1979)
- Facciamo l'amore (1980)
- Buela (1982)
- Indovina Ventura (1983)
- Assassina (1984)
- Occhi (1987)
- Angeli (1990)
- ... Sul muro c'è l'ombra di una farfalla (1993)
- Totò e Vicè (1993)
- Totò e Vicè e l'angelo delle lanterne (1994)
- Ofelia è una dolce pupa fra i cuscini (1996)
- Ombre folli (2000)
- La notte di Agostino il topo (2001)
- Santa e Rosalia (2002)
- Sonno e Sogni (2003)
- Libro notturno (2004)
- La gatta di pezza (rappresentata a Düsseldorf Festival dei Teatri d'Europa 2006)
- Rosolino venticinque figli (2006)
- Piccole lune per due clown (2012)
- Un angioletto vestito di giallo (2013)
- Pinocchio (2021)

## Filmografia
- Il gioco, la vita, la risata..., regia di Vanna Paoli (1982)
- Kaos, regia di Paolo e Vittorio Taviani (1984)
- Zen, regia di Gian Vittorio Baldi
- Il giorno di San Sebastiano regia di Pasquale Scimeca (1994)
- L'uomo delle stelle, regia di Giuseppe Tornatore (1995)
- I briganti di Zabut, regia di Pasquale Scimeca (1997)
- Il buma, regia di Giovanni Massa (2002)
- Il ritorno di Cagliostro, regia di Ciprì e Maresco (2003)
- La passione di Giosuè l'ebreo, regia di Pasquale Scimeca (2005)
- Gli indesiderabili, regia di Pasquale Scimeca (2003)
- Rosso Malpelo, regia di Pasquale Scimeca (2007)
- Il cavaliere Sole, regia di Pasquale Scimeca (2008)
- Baarìa, regia di Giuseppe Tornatore (2009)
- Io sono Tony Scott, ovvero come l'Italia fece fuori il più grande clarinettista del jazz, regia di Franco Maresco (2010)
- Mettersi a posto. Il pizzo a Palermo, documentario, regia di Marco Battaglia, Gianluca Donati, Laura Schimmenti e Andrea Zulini (2011)
- Il ventre di Palermo, sulle tracce di Falcone e Borsellino, regia di Felice Cappa

## Opere letterarie
- Il teatro del sarto, 1990, Ubulibri con i testi Il Pozzo Dei Pazzi, Assassina, Occhi e La Guardiana Dell'Acqua
- Lucio, 1997, edizione Rubbettino a cura di Valentina V.
- Totò e Vicè, 2003, Rubbettino, a cura di Di Salvo A.; Valentini V.
- Adelina, Adelina e Adelina, cosa fanno? 2003, casa editrice TITA
- Libro Notturno, 2005, ERSU edizioni
- Pupa regina, opere di fango, 2005, Ubulibri
- La gatta di pezza, 2009, Ubulibri
- Teatro dell'Albergheria con i testi  La notte di Agostino il topo e Sonno e sogni, 2009, Ubulibri
- Oratorio per Don Giuseppe, 2012, collana "Quaderni del Sarto" a cura dell'Associazione Compagnia di Franco Scaldati.
- Il pozzo dei pazzi, con Melino Imparato, Bologna, Cue Press, 2015. ISBN 9788898442911.
- Vorrei avere un paio d'ali dorate, con Melino Imparato, Bologna, Cue Press, 2015. ISBN  9788898442904.
- Teatro 1975 - 1979, (a cura di Valentina Valentini, Viviana Raciti), 2022, Marsilio Editori.
- Teatro 1981 - 1990, (a cura di Valentina Valentini, Viviana Raciti), 2022, Marsilio Editori.
- Teatro 1990 - 1999, (a cura di Valentina Valentini, Viviana Raciti), 2023, Marsilio Editori.
- Teatro 1993 - 1998, (a cura di Valentina Valentini, Viviana Raciti), 2023, Marsilio Editori.
- Teatro 1996 - 1999, (a cura di Valentina Valentini, Viviana Raciti), 2023, Marsilio Editori.
- Teatro 2000 - 2008, (a cura di Valentina Valentini, Viviana Raciti), 2024, Marsilio Editori.
- Teatro 2001 - 2008, (a cura di Valentina Valentini, Viviana Raciti), 2024, Marsilio Editori.
- Teatro 2002 - 2007, (a cura di Valentina Valentini, Viviana Raciti), 2024, Marsilio Editori.